# فرانسیس بازیر
فرانسیس بازیر (فرانسوی: Francis Bazire‎؛ زادهٔ ۱۷ آوریل ۱۹۳۹) دوچرخه‌سوار اهل فرانسه است.
وی در مسابقات کشوری و بین‌المللی در مجموع برندهٔ ۱ مدال نقره شده‌است.